# Vlășcuța, Argeș
Vlășcuța este un sat în comuna Stolnici din județul Argeș, Muntenia, România.